# Liste der Monuments historiques in Bizeneuille
Die Liste der Monuments historiques in Bizeneuille führt die Monuments historiques in der französischen Gemeinde Bizeneuille auf.

## Liste der Bauwerke
| Bezeichnung                                        | Beschreibung              | Standort | Kennzeichnung | Schutzstatus | Datum | Bild           |
| -------------------------------------------------- | ------------------------- | -------- | ------------- | ------------ | ----- | -------------- |
| Château de Grand-Champ (Fotos in der Base Mérimée) | Schloss, erbaut 1858      | (Lage)   | PA03000001    | Inscrit      | 1997  |                |
| Kirche St-Martin                                   | Erbaut im 12. Jahrhundert | (Lage)   | PA00093008    | Inscrit      | 1978  | weitere Bilder |